# TCEAL8
TCEAL8 (англ. Transcription elongation factor A like 8) – білок, який кодується однойменним геном, розташованим у людей на довгому плечі X-хромосоми. Довжина поліпептидного ланцюга білка становить 117 амінокислот, а молекулярна маса — 13 616.
| 10         |  | 20         |  | 30         |  | 40         |  | 50         |
| ---------- |  | ---------- |  | ---------- |  | ---------- |  | ---------- |
| MQKSCEENEG |  | KPQNMPKAEE |  | DRPLEDVPQE |  | AEGNPQPSEE |  | GVSQEAEGNP |
| RGGPNQPGQG |  | FKEDTPVRHL |  | DPEEMIRGVD |  | ELERLREEIR |  | RVRNKFVMMH |
| WKQRHSRSRP |  | YPVCFRP    |  |            |  |            |  |            |

A: Аланін

C: Цистеїн

D: Аспарагінова кислота

E: Глутамінова кислота

F: Фенілаланін

G: Гліцин

H: Гістидин

I: Ізолейцин

K: Лізин

L: Лейцин

M: Метіонін

N: Аспарагін

P: Пролін

Q: Глутамін

R: Аргінін

S: Серин

T: Треонін

V: Валін

W: Триптофан

Задіяний у таких біологічних процесах, як транскрипція, регуляція транскрипції. 
Локалізований у ядрі.